# Claudio Bieler
Pour les articles homonymes, voir Bieler.
Claudio Daniel Bieler, né le 1er mars 1984 à Vera, est un footballeur argentin et équatorien qui évolue au poste d'attaquant.

## Biographie
À la suite de deux bonnes saisons 2008 et 2009 à LDU Quito durant lesquelles il marque un total de 49 buts, Claudio Bieler, très courtisé, retourne en Argentine. Mais à la mi-saison 2011, il décide de revenir au club qui lui avait apporté une grande notoriété. 
Il gagne avec LDU Quito la Copa Libertadores 2008 dont il est le meilleur buteur avec un total de 8 buts, la Recopa Sudamericana 2009 ainsi que la Copa Sudamericana 2009. Il joue également la finale de la Coupe du monde des clubs 2008 contre Manchester United perdue 1-0.
Le 18 décembre 2012, le Sporting Kansas City annonce le recrutement de Bieler en tant que joueur désigné.

## Palmarès

### En club
- Colo-Colo
  - Vainqueur du championnat Clausura 2007 en Primera División

- LDU Quito
  - Vainqueur de la Copa Libertadores 2008
  - Vainqueur de la Recopa Sudamericana 2009
  - Vainqueur de la Copa Sudamericana 2009 et 2011
  - Finaliste de la Coupe du monde des clubs 2008

- Sporting de Kansas City
  - Vainqueur de la Coupe de la Major League Soccer 2013

- Independiente del Valle
  - Vainqueur de la Copa Sudamericana 2019